# Iljusjin Il-62
Iljusjin Il-62 är ett fyrmotorigt långdistansflygplan byggt i Sovjetunionen och senare Ryssland. Till det yttre liknar den brittiska Vickers VC10 men storleksmässigt är den betydligt större och byggd i fler exemplar under längre period.
Planet kallas Il-62 på grund av att modellen presenterades 1962, även om den togs i allmänt bruk först 1967 bland annat för att en prototyp havererade under en testflygning 1965. Flygplanet har 4 stycken 103 kN (23 150 lb) Kuznetsov NK84 motorer placerade parvis i aktern, vilket ger en marschfart på 820–900 km/tim. Flygplanet väger tomt 66,4 ton och 69,4 fulltankad med besättning och har ett vingspann på 43,2 meter, längden uppgår till 53,12 meter och planet har en höjd på 12,35 meter. Den kan ha en besättning på 5 personer (1:e och 2:e pilot, navigatör samt två flygtekniker), men det är inte alla flygbolag som använder sig av navigatör utan låter piloterna sköta denna syssla. Den kan ta maximalt 186 passagerare. Det sista planet byggdes 1994 och det finns idag[när?] 120 i bruk.
På grund av planets viktfördelning har det ett extra hjulförsett stag längst akterut som fälls ut vid parkering för att inte nosen skall resa sig och stjärtpartiet falla i marken.

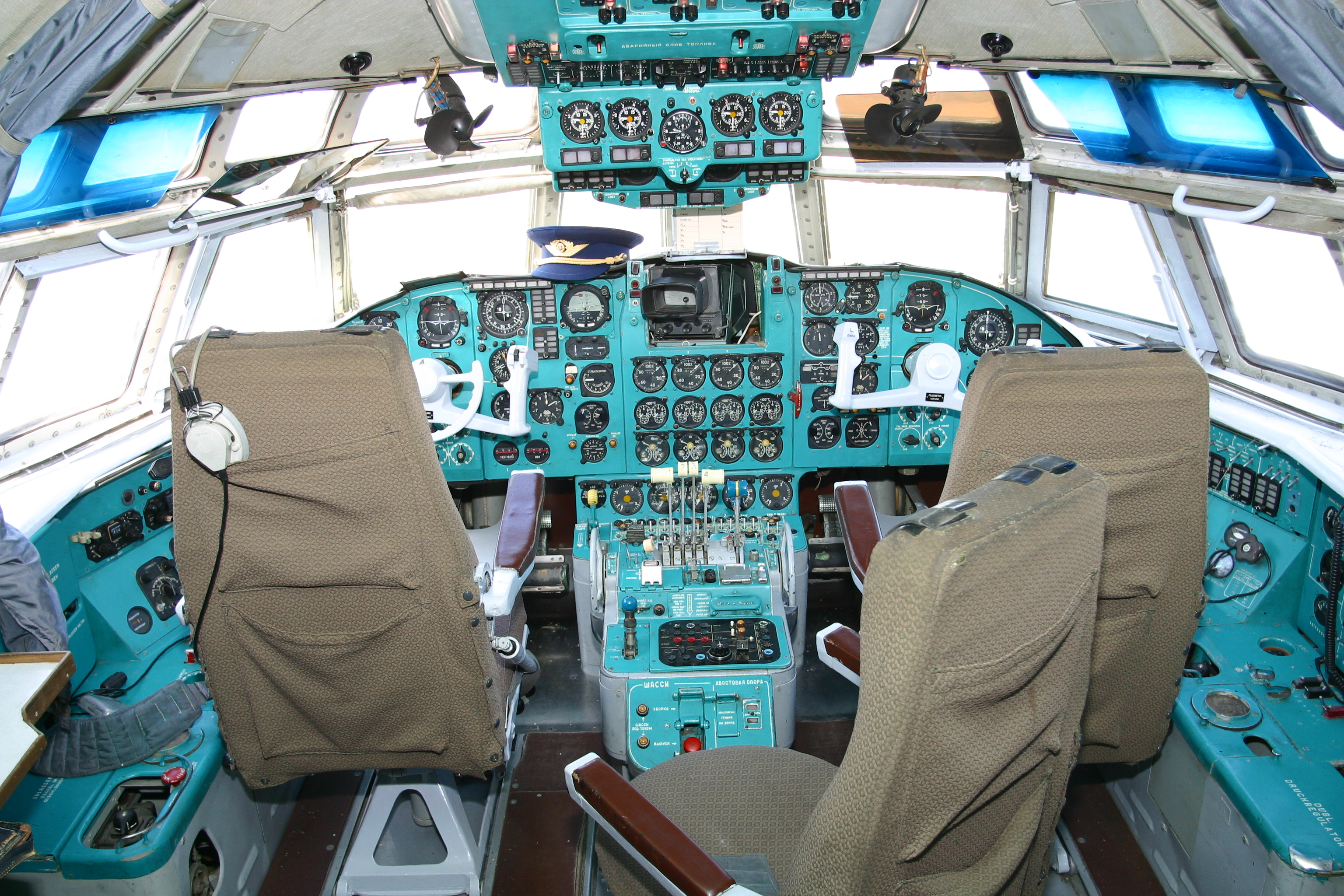
Cockpit.

## Passagerartrafik
Bland operatörer, både forna och nuvarande, kan nämnas:
- Aeroflot
- Air Koryo
- Air Ukraine
- CAAC
- Centrafrican Airlines
- CSA före detta operatör
- Cubana
- Domedovo airlines
- Georgia Air
- Interflug före detta operatör
- LAM
- LOT före detta operatör
- Tarom före detta operatör
- TAAG Lineas Aereas de Angola före detta operatör
- United Arab Airlines före detta operatör
- Uzbekistan Airways

## VIP-transport
Flygplanet har använts som VIP-transport av bland annat Gambia, Ryssland, Sovjetunionen, Sudan, Tjeckoslovakien, Ukraina och Uzbekistan.